# 洛里亚娜·鲁若
洛里亚娜·鲁若（法語：Lauriane Rougeau，1990年4月12日—），加拿大女子冰球运动员。她曾代表加拿大国家队参加2014年和2018年冬季奥林匹克运动会冰球比赛，获得一枚金牌和一枚银牌。